# Traci Phillips
Tracey Elizabeth Phillips –conocida como Traci Phillips– (Honolulu, 1 de agosto de 1962) es una deportista estadounidense que compitió en piragüismo en la modalidad de aguas tranquilas. Ganó cuatro medallas en los Juegos Panamericanos en los años 1987 y 1995.

## Palmarés internacional
| Juegos Panamericanos | Juegos Panamericanos          | Juegos Panamericanos | Juegos Panamericanos |
| Año                  | Lugar                         | Medalla              | Competición          |
| -------------------- | ----------------------------- | -------------------- | -------------------- |
| 1987                 | Indianápolis (Estados Unidos) | Medalla de oro       | K1 500 m             |
| 1987                 | Indianápolis (Estados Unidos) | Medalla de oro       | K4 500 m             |
| 1995                 | Mar del Plata (Argentina)     | Medalla de oro       | K2 500 m             |
| 1995                 | Mar del Plata (Argentina)     | Medalla de plata     | K4 500 m             |